# Shangjie
Shangjie (kinesiska: 上街区, 上街) är ett stadsdistrikt i Zhengzhou i Henan-provinsen i norra Kina. Antalet invånare är 131549. Befolkningen består av 66 273 kvinnor och 65 276 män. Barn under 15 år utgör 14,0 %, vuxna 15-64 år 74 %, och äldre över 65 år 10,0 %.